# 周志宏
參數所指定的目標頁面不存在，建議更正成存在頁面或直接建立下列一個頁面（建立前請先搜尋是否有合適的存在頁面可以取代）：
- 周志宏_(法學家)

周志宏（1897年12月28日—1991年2月13日），中国金属材料专家。

## 生平

### 求學與民國時期
江苏丹徒人。1917年就读北洋大学矿冶系，1923年毕业于北洋大学。1924年赴美国学习前，先进了美国南芝加哥钢厂工作，1925年秋考入美国卡内基理工学院研究生院，1926年先后获卡耐基工学院（现卡内基·梅隆大学）硕士学位，后进入哈佛大学半工半读，1927年也被授予冶金工程师职衔。1928年获哈佛大学科学博士学位，后进入美国国家钢管公司劳伦钢铁厂任研究员。和哈佛大学博士学位。1929年回国，抗日战争时期，战时急需高级合金钢，先后任兵工署研究委员会助理委员、上海炼钢厂厂长和总工程师、材料试验处技正（总工程师）兼处长，当时在政府战时生产局工作的美国专家给予高度评价，并代表美国南芝加哥钢厂钢铁协会聘请周志宏为荣誉会员。

### 戰後教職工作
1948年任上海大同大学教授兼机械系主任，1949年兼任交通大学教授。1952年全国高校院系调整后，年过半百的周志宏教授开始执教于上海交大，任交通大学机械系主任，创建金属及热处理专业，率先开出了“金属热处理”等专业课程，组建了热处理实验室。1958年交大冶金系成立，任系主任。长期从事物理冶金和钢铁冶炼研究。1955年选聘为中国科学院院士（学部委员）。文革期间，周志宏被迫中止了科研工作，但他仍孜孜不倦地閱讀國外文獻資料，他每天都躲在上海图书馆看书。此后，还担任上海交通大学副校长、学术委员会主任等职。1967年在上钢一厂（今屬宝钢）建成中国第一座氧气炼钢转炉。1979年2月宝钢顾问委员会成立时，被选为副首席顾问，为中國寶武鋼鐵集團的建设做出了重大贡献。曾任上海交通大学顾问、教授。

## 外部連結
- 中国科学院学部与院士·院士信息·已故院士名单